# Lars Lindemann

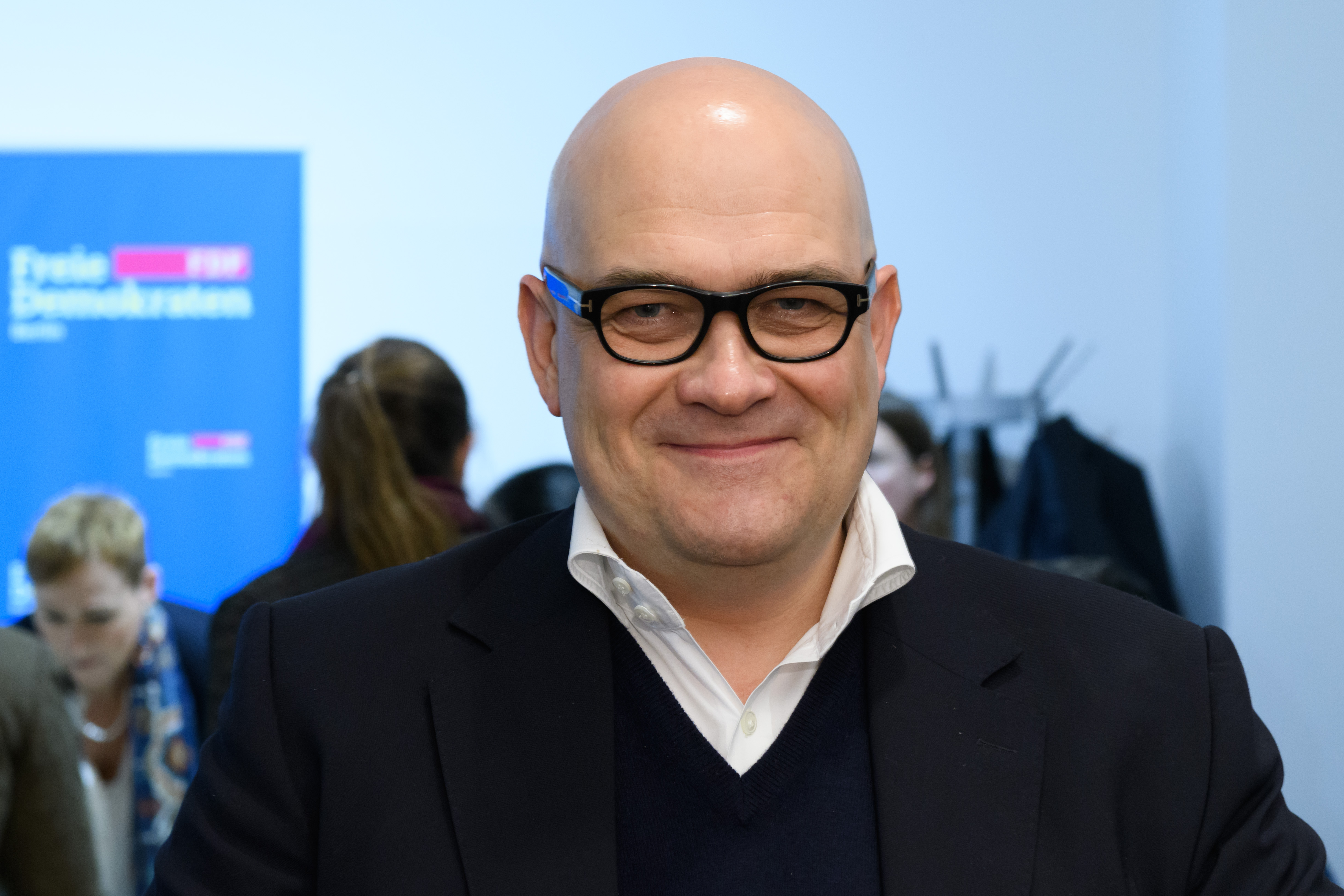
Lars Lindemann, FDP Berlin (2018)

Lars Friedrich Lindemann (* 9. Mai 1971 in Herzberg) ist ein deutscher Politiker (FDP). Von 2009 bis 2013 und von 2021 bis 2024 war er Mitglied des Deutschen Bundestages. Von November 2020 bis Juni 2024 war er Generalsekretär der FDP Berlin.

## Beruf und Privatleben
Lindemann studierte Rechtswissenschaft und Betriebswirtschaft in Berlin und Gießen. Er machte 1999 sein erstes und 2003 sein zweites juristisches Staatsexamen. Von 2013 bis 2021 war er Hauptgeschäftsführer des Spitzenverband Fachärzte Deutschlands und von 2014 bis 2021 Geschäftsführer der Sanakey GmbH. Seit November 2024 ist Lindemann Chef-Lobbyist für den Bereich Pharma der Bayer AG.
Lindemann ist evangelisch, verheiratet und Vater von drei Kindern.

## Politik

### Parteilaufbahn
Lindemann wurde im Jahre 1996 Mitglied der FDP. Von 2006 bis 2010 amtierte er als stellvertretender Landesvorsitzender der FDP Berlin. Von 2010 bis März 2019 war er dort Landesschatzmeister.

### Deutscher Bundestag (2009–2024)
2009 zog Lindemann bei der Bundestagswahl über die Landesliste Berlin in den Deutschen Bundestag ein. Dort war er Mitglied im Ausschuss für Gesundheit, und stellvertretendes Mitglied im Ausschuss für Kultur und Medien. Durch das Scheitern seiner Partei an der Fünf-Prozent-Hürde bei der Bundestagswahl 2013 war er im 18. Bundestag nicht mehr vertreten.
Für die Bundestagswahl 2021 wurde Lindemann auf Platz 3 der Landesliste der FDP Berlin gewählt. Über die Landesliste zog er in den Bundestag ein. Dort war er ordentliches Mitglied im Verteidigungsausschuss und im Ausschuss für Umwelt, Naturschutz und nukleare Sicherheit sowie im Wahlprüfungs- und Gesundheitsausschuss. Bei der Berliner Wiederholungswahl am 11. Februar 2024 verlor er mit Wirkung zum 4. März 2024 sein Bundestagsmandat, wodurch die FDP-Fraktion einen Sitz im Bundestag verlor.
Von 2017 bis 2021 war er Beisitzer im FDP-Bundesvorstand. Daneben war er der Vorsitzende des Vereins Brandenburg braucht Tegel, der bis 2020 eine entsprechende Volksinitiative im Land Brandenburg unterstützte.
Am 18. Februar 2020 übernahm er kommissarisch das Amt des Generalsekretärs der Berliner FDP, nachdem Sebastian Czaja zurückgetreten war. Im November 2020 wurde er vom Landesparteitag im Amt bestätigt. Dieses Amt hatte er bis Juni 2024 inne.

## Kontroversen
Im Mai 2013 erhielt Lindemann Kritik aus der eigenen FDP-Jugendorganisation (Junge Liberale), welche ihm Lobbyismus vorwarf. Lindemann gab erst eine Woche nach seiner Wahl auf Listenplatz 2 für die Bundestagswahl 2013 bekannt, den Beruf des Hauptgeschäftsführers des Spitzenverbandes Fachärzte Deutschlands anzunehmen. Außerdem arbeitete er in einer Anwaltskanzlei, die sich auf „Mandanten aus der Medizintechnik- und Gesundheitsbranche spezialisiert“ habe. Die JuLis sahen darin einen Interessenkonflikt zu Lindemanns Mitgliedschaft im Gesundheitsausschuss des Bundestages.
Im Juni 2013 forderte Lindemann, den Tierpark Berlin aus Kostengründen zu schließen, was auf heftige Kritik stieß. Eberhard Diepgen (CDU) bezeichnete die Forderung als „Quatsch“. Thomas Ziolko (CDU) sagte, es sei „unerträglich, wie ein Berliner Bundestagsabgeordneter, der sich in der Vergangenheit weder um den Zoo noch um den Tierpark bemüht hat, sich voller Unkenntnis über die Hauptstadtzoos“ äußerte.
Im August 2013 verglich Lindemann den Vorschlag von Bündnis 90/Die Grünen, einen freiwilligen Veggieday in Kantinen einzuführen, mit der Politik des Nationalsozialismus. Er postete auf seiner Facebook-Seite ein NS-Propagandabild mit dem Parteilogo von Bündnis 90/Die Grünen. Die Fotomontage wurde als „geschmacklos“ bis „skandalös“ empfunden. Steffi Lemke, Bundesgeschäftsführerin der Grünen, verlangte eine umgehende Entschuldigung. Wer mit Nazi-Vergleichen hantiere, habe „nicht nur keine Argumente, sondern hat auch offensichtlich den Boden der politischen Auseinandersetzung verlassen“, so Lemke. Nach Aufforderung der FDP-Bundeszentrale entfernte Lindemann den Eintrag wieder.
Im Juni 2017 lehnte der Ausschuss für Gesundheit des Deutschen Bundestages Lindemann einstimmig als unparteiisches Mitglied des Gemeinsamen Bundesausschusses (G-BA) ab. Die Ärzte Zeitung schrieb daraufhin, dass dies das erste Mal in der Geschichte des G-BA gewesen sei, dass der Ausschuss für Gesundheit von seinem Recht auf Ablehnung von Kandidaten Gebrauch gemacht hätte. Der Ausschuss äußerte Zweifel an der Unparteilichkeit und Unabhängigkeit.
Im Januar 2018 kam Kritik auf, als bekannt wurde, dass Lindemann einer geringfügigen Beschäftigung beim Bundestagsabgeordneten Christoph Meyer nachging. Zu der Zeit war Lindemann gleichzeitig als Cheflobbyist beim Spitzenverband der Fachärzte tätig. Im Nachgang der Veröffentlichung durch die Bild-Zeitung wurde das Beschäftigungsverhältnis aufgelöst.
Als Bundeskanzler Scholz im Mai 2022 im Verteidigungsausschuss zu Gast war, gehörte Lindemann zu den FDP-Abgeordneten, die die Sitzung aus Protest vorzeitig verließen. Diese Reaktion stieß auf öffentliche und auf innerparteiliche Kritik. Infolgedessen musste der verteidigungspolitische Sprecher der FDP-Bundestagsfraktion, Marcus Faber, von seinem Amt zurücktreten.